# Donato Giannotti

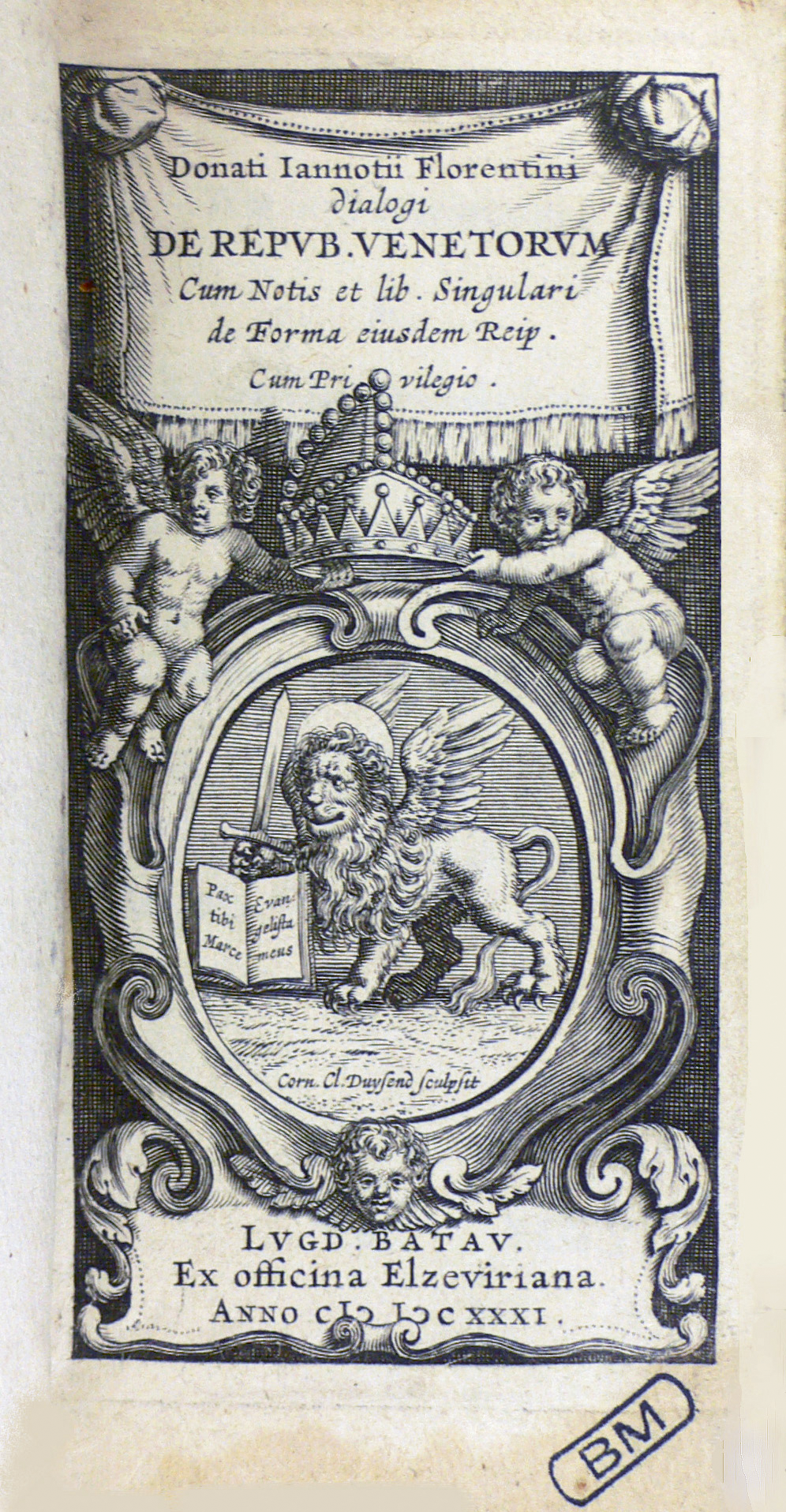
Dialogi de Repub. Venetorum, 1631

Donato Giannotti (* 27. November 1492 in Florenz; † 27. Dezember 1573 in Rom) war ein italienischer politischer Philosoph und Autor von Theaterstücken.

## Leben
Er war einer der Anführer der kurzlebigen Republik Florenz von 1527. Er schrieb wesentliche Werke über die Staatsform der Republik. So sah er eine Gewaltenteilung vor. Nach der Rückkehr der Medici musste er ins Exil gehen. Er war ein Schützling von Kardinal Niccolò Ridolfi und war bekannt mit Michelangelo.

## Werke
- Della repubblica fiorentina (1531)
- Dialogi de Republica Venetorum (1540)

Deutsch
- Über die Republik Florenz (1534) Herausgegeben und eingeleitet von Alois Riklin. Übersetzt und kommentiert von Daniel Höchli

ISBN 3-77053116-7  Reihe: Humanistische Bibliothek II Wilhelm Fink Verlag, München (Texte, 32)
- Gespräche mit MichelAngelo ISBN 906034006X

- Il Vecchio amoroso
- Milesia in terzine
- Lettere a Piero Vettori
- Dialoghi de' Giorni che Dante Consumo nel Cercare l'Inferno e'l Purgatorio (1546)